# Lettország
Lettország (hivatalos nevén Lett Köztársaság, lettül Latvijas Republika, lívül: Leţmō Vabāmō) állam Északkelet-Európában. A Balti-tenger mellett fekvő Lettország a balti államok egyike Észtország és Litvánia mellett, amelyek északon és délen határolják. Keleten Oroszországgal és Fehéroroszországgal határos. Az Európai Unió közepes méretű és kisebb népességű tagállamai közé tartozik. Hivatalos nyelve a lett, ami az indoeurópai nyelvcsaládba tartozó nyelv. Fővárosa és legnépesebb városa Riga.
Az ország területe évszázadokon keresztül részét képezte többek között a Német Lovagrendnek, a Svéd Livóniának, Lengyel–Litván Uniónak és a Orosz Birodalomnak. A független Lett Köztársaságot az I. világháborút követően 1918. november 18-án hozták létre. Az ország egyre autokratikusabbá vált, miután az 1934-es puccs lehetővé tette Kārlis Ulmanisnak, hogy diktatórikus rendszert hozzon létre. Lettország de facto függetlensége a II. világháborúval véget ért, kezdve a Szovjetunió 1940-es erőszakos bekebelezésével és a Harmadik Birodalom 1941-es inváziójával, amit 1944-ben újabb szovjet megszállás követett és létrehozták a Lett SZSZK-t, ami 45 éven keresztül fennmaradt. A szovjet megszállás évtizedeiben nagy számú orosz érkezett az ország területére, ennek eredményeként a mai napig jelentős az orosz kisebbség részaránya. A békés hangulatú éneklő forradalom 1987-ben kezdődött a balti szovjet köztársaságok között és 1991. augusztus 21-én a függetlenség hivatalos visszaállításával ért véget. Lettország azóta demokratikus, parlamentáris köztársaság.
2003. szeptember 20-án a lettek népszavazással az Európai Unióhoz történő csatlakozás mellett döntöttek, ami 2004. május 1-jén be is következett. Lettország a NATO-nak is tagja, 2004. március 29. óta. 2014. január 1-től az eurózóna 18. tagja és az emberi fejlettségi index (HDI) mérőszámai alapján fejlett országnak minősül. Az ország komoly demográfiai válsággal szembesül.

## Földrajz

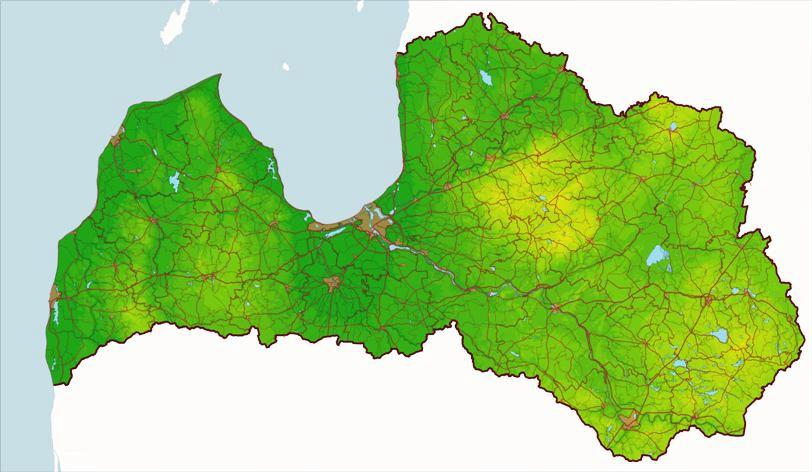
Lettország domborzati térképe

### Domborzat
Lettország nagy részét erdő borítja, az országnak több mint 12 000 kisebb folyója és 3000-nél is több tava van. Az ország nagy része termékeny síkság, a legmagasabb pont a Gaizinkalns (312 m).
A sekély Rigai-öböl, a Balti-tenger egyik nyúlványa az ország északnyugati részén található. A főváros, Riga az öböl partján található, a Daugava folyó torkolatánál. A fővároson kívül további fontos városok még Daugavpils, amely szintén e folyó mellett található, és a Balti-tenger partján fekvő Liepaja.

### Vízrajz

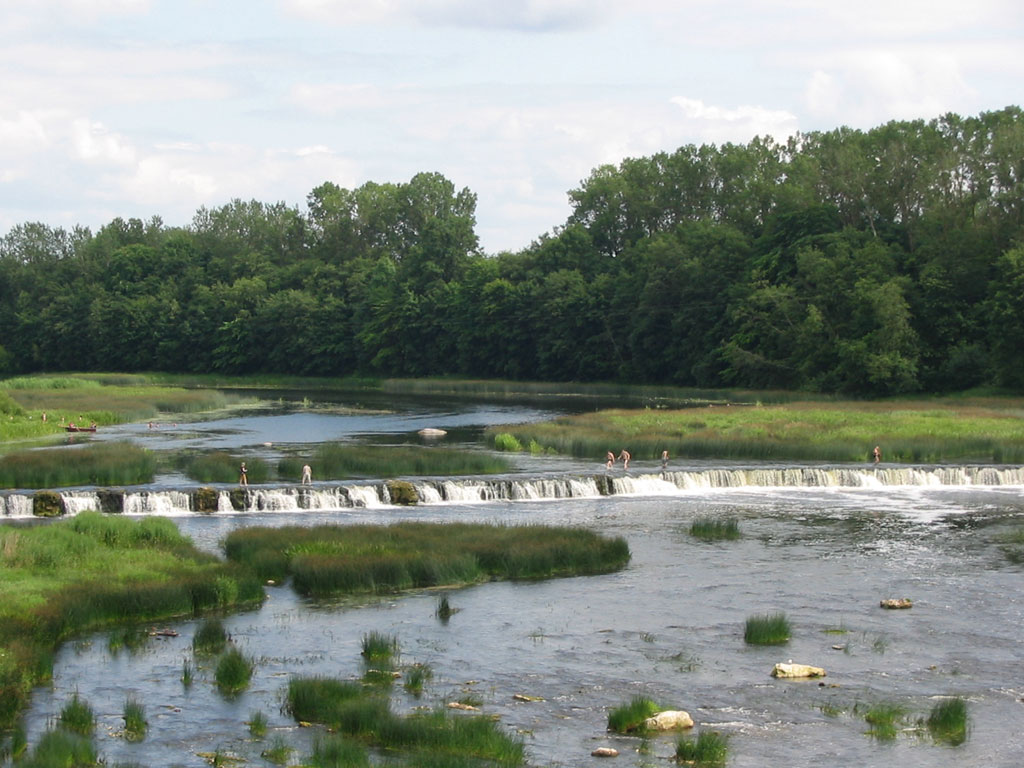
A Venta-vízesés Kuldīga mellett

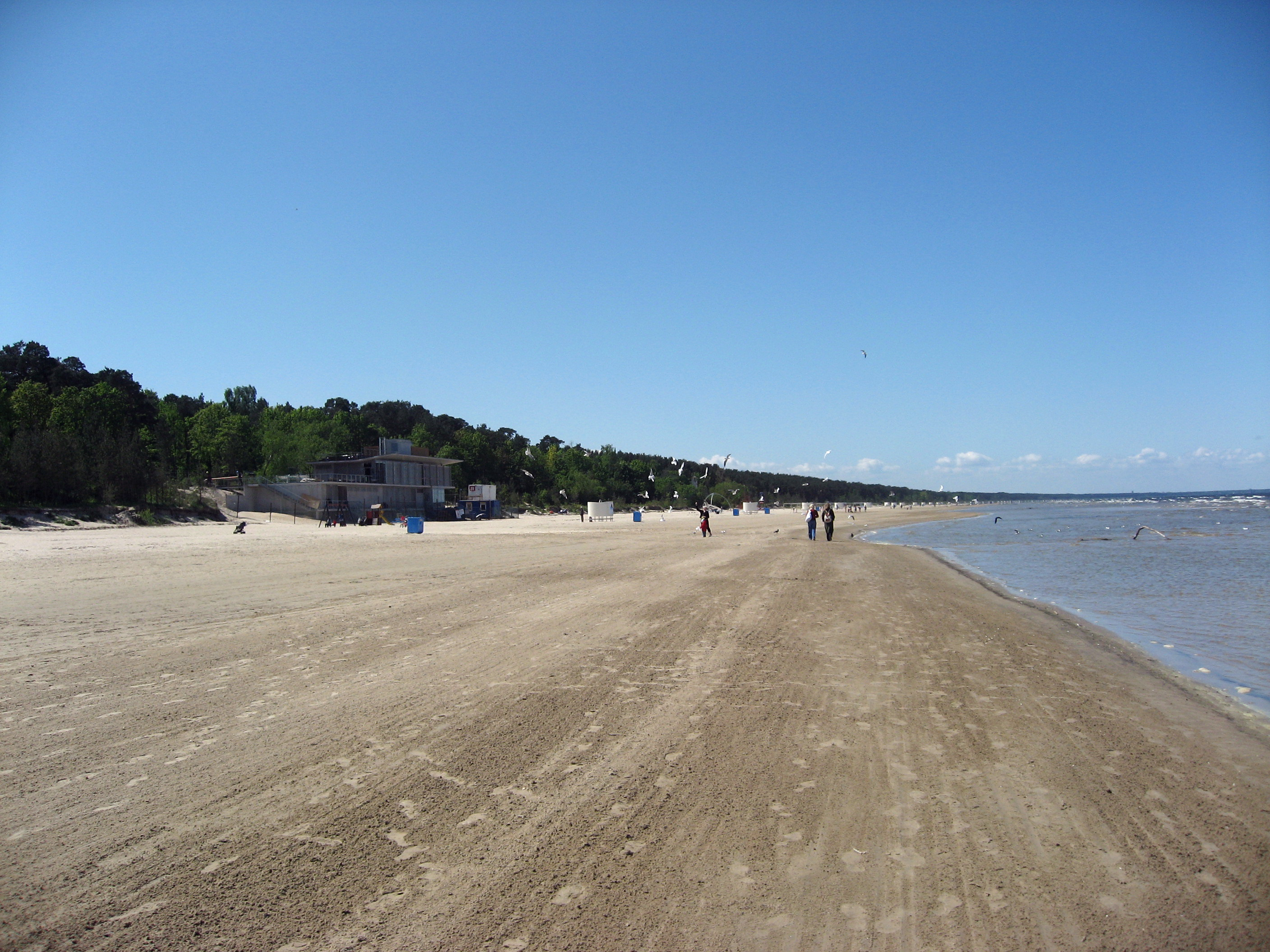
A tengerpart Jūrmala mellett

Legfontosabb folyója a Daugava.

| Folyó neve | Torkolata        | Lettországi hossza (km) | Teljes hossza (km) |
| ---------- | ---------------- | ----------------------- | ------------------ |
| Gauja      | Rigai tengeröböl | 452                     | 452                |
| Daugava    | Rigai tengeröböl | 352                     | 1005               |
| Ogre       | Daugava          | 188                     | 188                |
| Venta      | Balti-tenger     | 178                     | 346                |
| Iecava     | Lielupe          | 136                     | 136                |

### Éghajlat
Lettország klímája mérsékelt és óceáni, hűvös nyarakkal és enyhe, csapadékos telekkel.

### Növény- és állatvilág
Lettországban az eredeti növénytakaró mérsékelt égövi vegyes erdő. Állatvilága ennek megfelelő: vaddisznó, őz, szarvas, róka, farkas, medve.

### Környezetvédelem
Az ország területének 9%-a védett.

#### Nemzeti parkok
- Gauja Nemzeti Park: 90 méter magas homokkő sziklák között folyik a Gauja folyó.
- Ķemeri Nemzeti Park: kiterjedt mocsárvidék. A nemzeti park szomszédságában ásványvízre alapuló üdülőhely.
- Rāzna Nemzeti Park
- Slītere Nemzeti Park: a nemzeti parkot 2000-ben szervezték, de a terület a balti államok legrégibb természetvédelmi területe. Tengerparti erdőségek. A területbe tartozik néhány falu, melyeknek kulturális-történelmi jelentősége van a lettek számára.

## Történelem
A mai Lettország területe, amely sokáig Livónia néven volt ismert, a német Kardtestvérek rendje befolyása alatt állt a 13. századtól. A 18. és a 19. század során Oroszország hajtotta uralma alá az országot és a szomszédos területeket. Az első világháború és az orosz forradalom után Lettország 1918 novemberében kikiáltotta függetlenségét. Ez nem tartott sokáig, mivel a Szovjetunió az 1939-es Molotov–Ribbentrop-paktum titkos záradéka alapján az érdekszférájába tartozó balti államokat fenyegetéssel illetve nyomásgyakorlással kötelezte olyan szerződések aláírására, mely szerint azok területén szovjet csapatok állomásozhatnak.
Az ilyen tartalmú szerződést Lettország 1939. október 5-én írta alá.
1940. június 15-én a Szovjetunió egy megrendezett határincidenst használt fel a megszállás ürügyének. Kārlis Ulmanis miniszterelnök a vérontás elkerülésére parancsot adott a lett hadseregnek a fegyverletételre. Az országot 1940. június 17-én szállta meg a Szovjetunió, hivatalosan augusztus 5-én annektálta.
Lettország hosszú ideig szovjet uralom alatt állt, leszámítva a második világháború néhány évét, amikor a németek foglalták el. Az 1980-as évek szovjet reformmozgalmai, mint például a glasznoszty felerősítették a lett függetlenségi törekvéseket, amelyek 1991. augusztus 21-én a függetlenség kikiáltásához vezettek. 1991 óta az ország folyamatosan javítja kapcsolatait a nyugati államokkal, 2004-ben mind a NATO-nak, mind az Európai Uniónak tagja lett. 2007. március 28-án aláírták a szerződést az orosz-lett határról, ezzel véget ért az 1991 óta tartó határvita.

## Államszervezet és közigazgatás

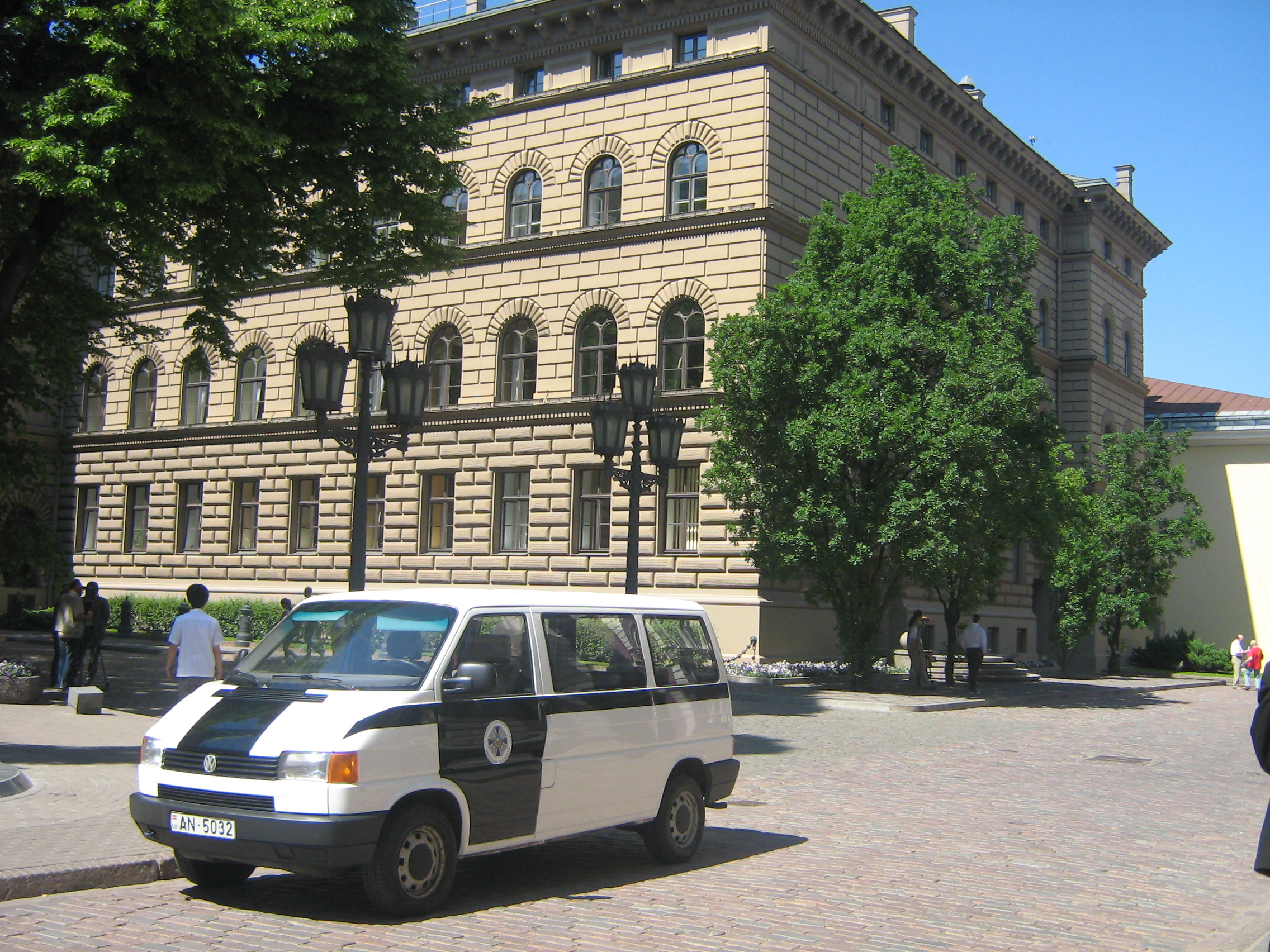
A parlament épülete

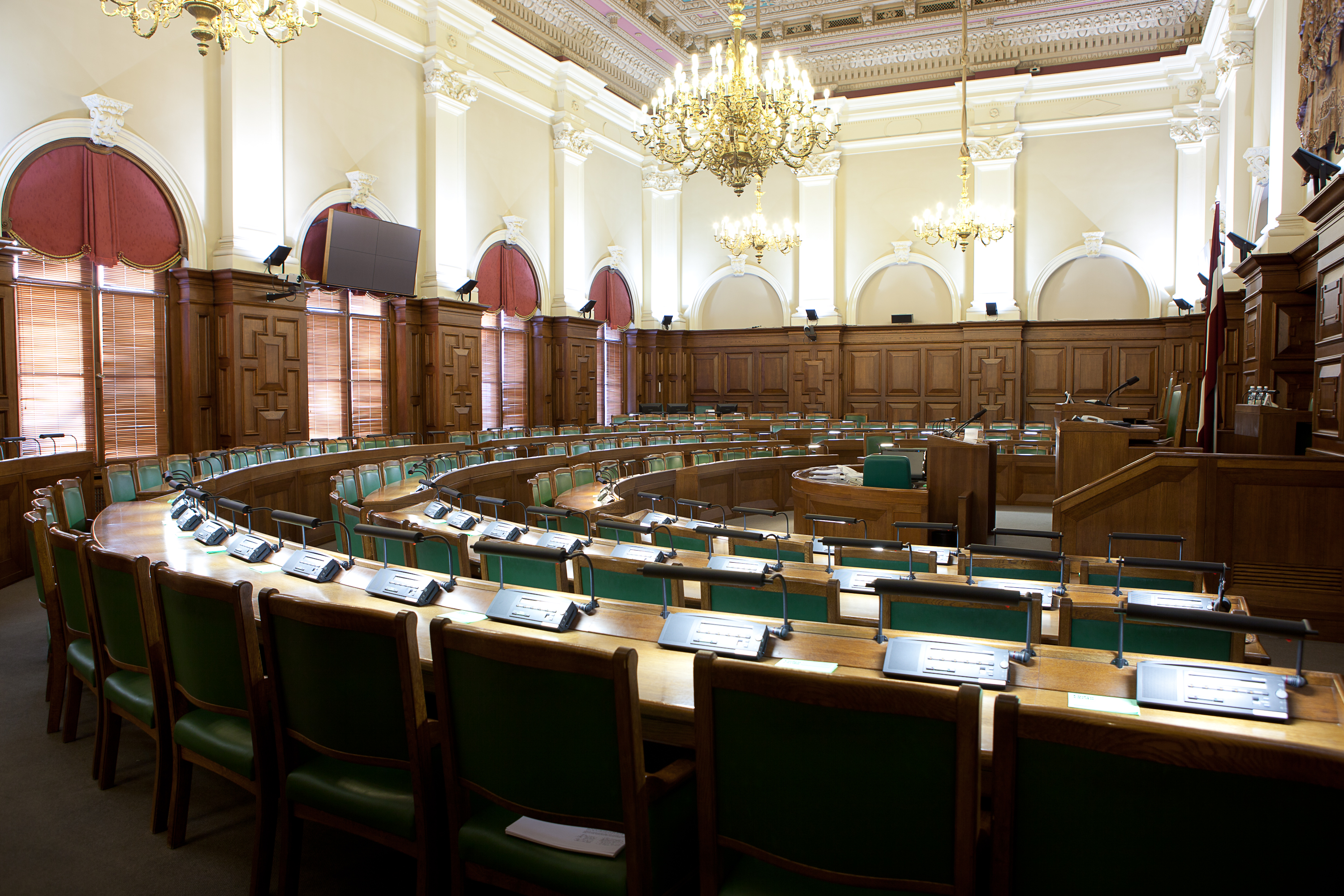
A parlament ülésterme

### Államforma, alkotmány
Az elnök: Az elnökválasztást a parlamenti választásoktól függetlenül, szintén négyévente tartják. Az elnököt a Saeima választja. Az elnök jelöli ki a miniszterelnököt. Lettország elnöke elvileg feloszlathatja a Saeimát és előrehozott választásokat írhat ki. (Ez még nem fordult elő).

### Törvényhozás, végrehajtás, igazságszolgáltatás
- A Saeima a Lett Köztársaság egykamarás parlamentjének a neve. A Saeima 100 tagját arányos képviseleti választások útján választják: az 5%-ot elért pártok között osztják szét a parlamenti helyeket. A parlamenti választásokat négyévente, október első szombatján tartják.
- A miniszterelnök a végrehajtó hatalom központi szervének, a kormánynak a vezetője.

### Közigazgatási beosztás
2009. július 1-jétől az Európai Unió jogharmonizációjának keretében Lettország adminisztratív felosztását az addigi kétszintű közigazgatási felosztásról egyszintűre változtatták megszüntetve ezzel az első szintet a járásokat.
Az addigi második szintű közigazgatási egységeket: a városokat (pilsētas), városkörnyéki településeket (pilsētu lauku teritorijas), és falvakat (pagasti) 109 községbe (municipaliy vagy novadi) összevonták. Ezen kívül 9 város köztársasági jelentőségű város (republikas pilsētas) címet kapott. Az ország azon városai, amelyek korábban városi jogokat szereztek, megtartották város elnevezésüket az adott községen belül.

### Politikai pártok
- Latvijas Ceļš (Lett Út)
- Jaunais Laiks (Új Idő)
- Par cilvēka tiesībām vienotā Latvijā (Emberi Jogokért az Egységes Lettországban)
- Latvijas Pirmā Partija (Lett Első Párt)
- Tēvzemei un Brīvībai (Hazáért és Szabadságért)
- Latvijas Sociāldemokrātiskā Strādnieku Partija (Lett Szociáldemokrata Munkáspárt)
- Latvijas Sociālistiskā Partija (Lett Szocialista Párt)
- Tautas Partija (Néppárt)
- Zaļo un Zemnieku Savienība (Zöldek és Parasztok Szövetsége), amely a Lett Zöld Pártból (Latvijas Zaļā Partija) és a Lett Parasztszövetségből (Latvijas Zemnieku Savienība) áll.

A néppárti miniszterelnök, Laimdota Straujuma 2015 decemberében a kormánykoalíciójában támadt nézeteltérések miatt lemondott, a helyét a Zöldek és Farmerek Uniójában politizáló Māris Kučinskis vette át, akit 2016. február 11-én iktatott hivatalába a lett parlament, a Saeima.

### A 2018. évi parlamenti választás
A 2018. október 6-án tartott parlamenti választáson az addig kormányzó jobbközép koalíció elveszítette többségét. Megjelentek, sőt előtérbe kerültek új pártok is. A legtöbb szavazatot a szociáldemokrata, oroszbarát Harmony  kapta (19,8%), de nem elegendőt ahhoz, hogy kormányt tudjon alakítani. Második helyen (14%) a 2016-ban alakult, populistának tartott KPV LV (Kam pieder valsts?, magyar jelentése: 'Kié az ország?') végzett. Harmadik lett (13,6%) az Újkonzervatív Párt (vagy Új Konzervatív Párt?), melyet 2014-ben hoztak létre. További két párt teljesített 10%-on felül, visszaesett viszont a Zöldek és Parasztok Szövetsége (9,96%) és a Nemzeti Egységpárt (6,67%).

## Népesség

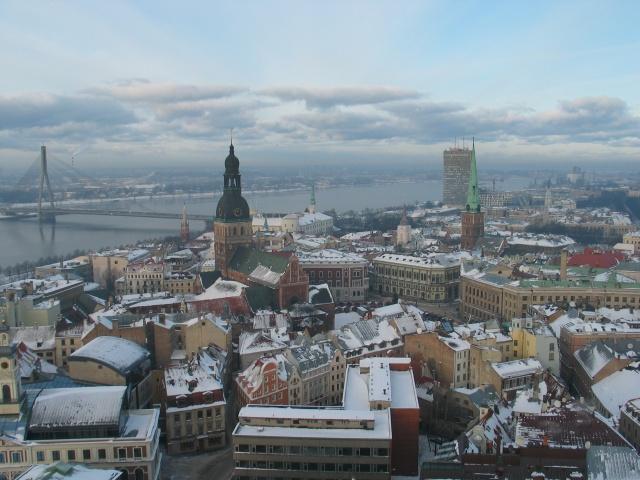
Riga, a főváros

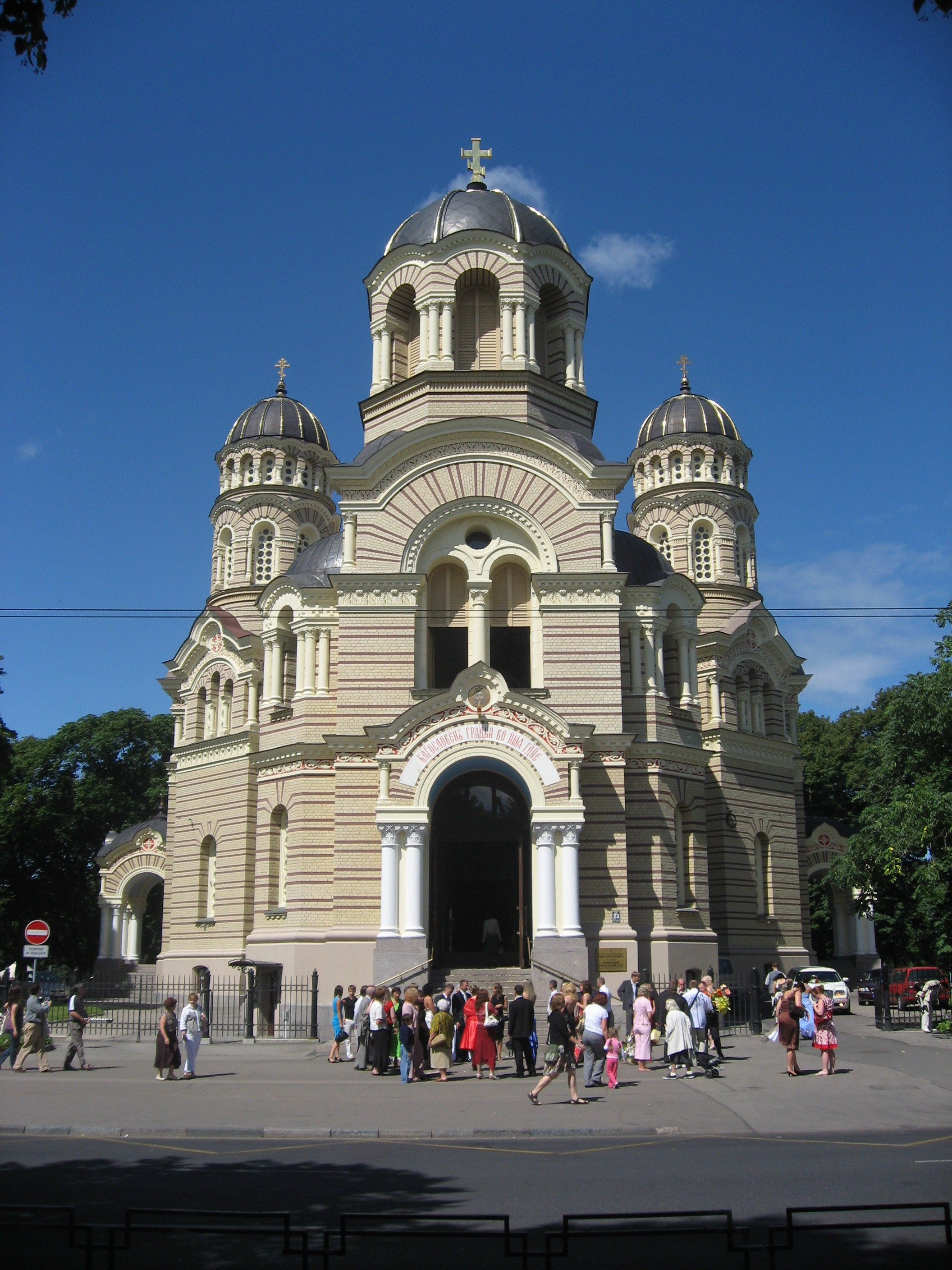
Krisztus Születése Székesegyház, lett ortodox katedrális Rigában

### Általános adatok
- Lakosság: 2 067 887 (2011)
- Népsűrűség: 35,5 fő/km²
- Főváros: Riga; népessége 685 902 fő (2009)
- Népességnövekedés: -0,77%
- Népcsoportok: 62,1% lett, 26,9% orosz, 2,2% ukrán, 2,2% lengyel, 3,3% fehérorosz, 1,2% litván
- Vallások: 49% evangélikus, 28% ortodox, 20% római katolikus, 3% egyéb

### Népességének változása
| Lakosok száma | 1 989 500 | 1 953 000 | 1 929 900 | 1 909 000 | 1 875 757 | 1 883 008 | 1 871 882 |
|               | 2014      | 2017      | 2018      | 2019      | 2022      | 2023      | 2024      |

### Legnépesebb települések
Riga, Daugavpils, Liepāja, Jelgava.

### Etnikai, nyelvi, vallási megoszlás
A népesség kevesebb mint 60%-a lett nemzetiségű. Körülbelül 30% az oroszok aránya, akiknek jogait és jólétét a szomszédos Oroszország figyelme kíséri. Más országokból (Fehéroroszország, Lengyelország, Ukrajna) származó kisebbségi népcsoportok teszik ki a maradék 10%-ot.
Az egyetlen hivatalos nyelv a lett, amely a balti nyelvcsalád keleti ágának tagja, de az oroszt is sokan beszélik.
Majdnem mindenki keresztény, a nagy felekezetek a katolikusok, az evangélikusok és az orosz ortodox egyház. Egy másik jelentős vallás a Dievturi, amely a kereszténység előtti kor mitológiáján alapul.

## Gazdaság

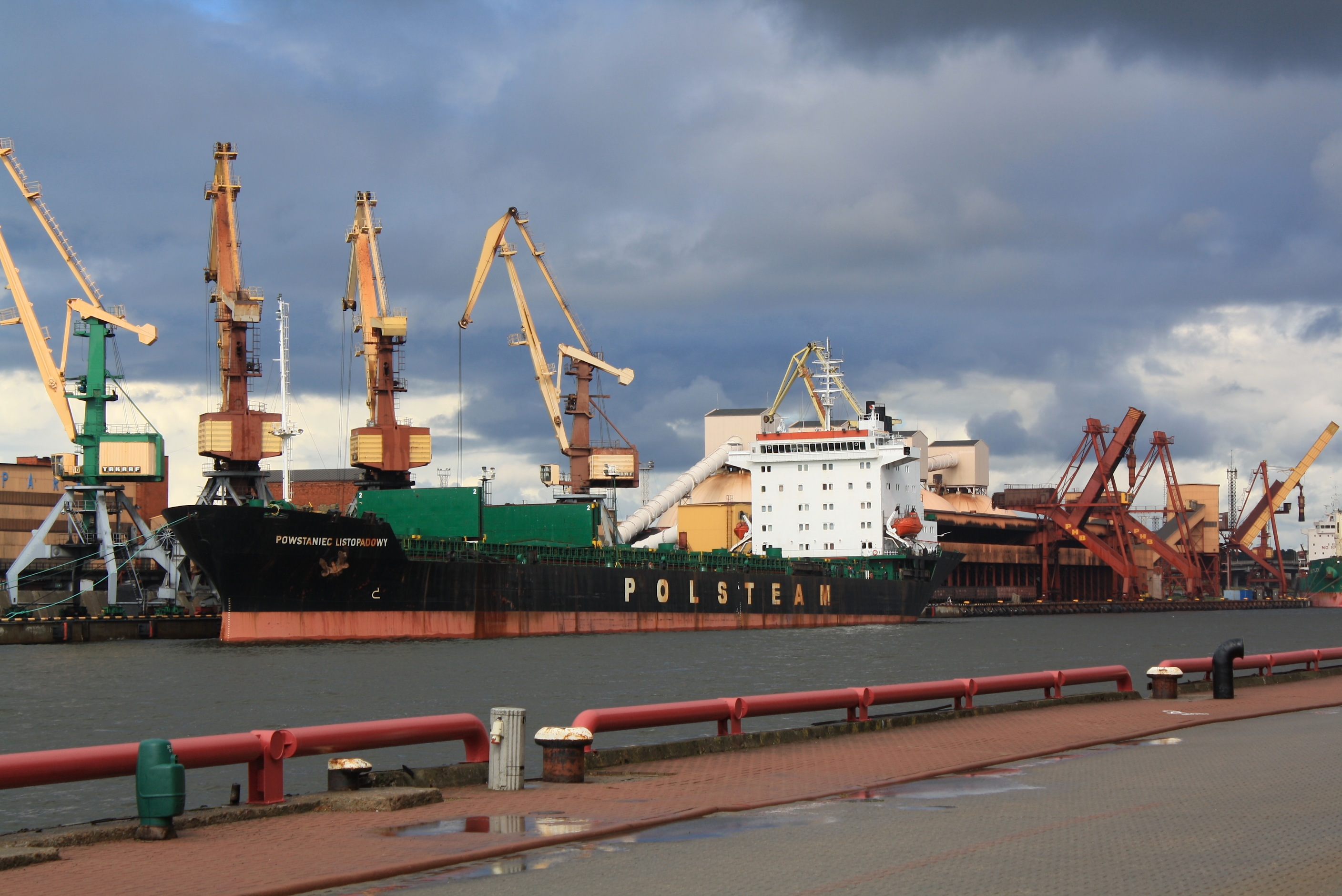
Ventspils kikötőjének egy része

### Általános adatok
Lettország fontos kereskedelmi útvonalak kereszteződésénél található, és régóta egyfajta hídként szolgál Nyugat-Európa és Oroszország között. Kedvező földrajzi fekvés következtében, Lettországban hamar kifejlődött a kézműipar, majd a 19. század második felében a vasútvonalak megépülésével megindult az iparosodás. Oroszországon belül az egyik legfejlettebb ipari körzetté alakult. A két világháború között a mezőgazdaságban az állattenyésztés termékei jelentős exportcikkek voltak. Lettország a szükséges nyersanyagokhoz és az energiához keletről jutott, és a szakképzett munkaerőt igénylő késztermékek zöme a szovjet piacra került. 1990-ben az egy főre számított nemzeti jövedelem alapján a szovjet átlag 135%-a volt. A SZU-ból való kiválása után, 1992-ben a bruttó hazai termék 35%-kal esett vissza. Az 1990-es évek végére az új pénznem 1993-as bevezetésével, a privatizációval, az infláció jelentős csökkentésével és a nyugati kapcsolatok erősítésével stabilizálódott gazdasága. 1998-ban a GDP megoszlása az alábbiak szerint alakul: mezőgazdaság 8%, ipar 30%, harmadik szektor 62%. Nemzeti valutáját – a lett latot – 2013. december 31-én éjfélkor az euró váltotta fel.

### Gazdasági ágazatok

#### Mezőgazdaság
A mezőgazdaság vezető ágazata a belterjes, istállózó állattenyésztés, főként a tej- és hústermelő szarvasmarha tenyésztése, amelyhez a rétek és legelők magas aránya (12,4%), valamint a szántóföldi szálas- és szemestakarmányok biztosítanak jó feltételeket. Szarvasmarhát (509 000 db; 1997-es adatok) főként Lettország északi, északkeleti és nyugati területén tartanak. A sertéstenyésztés (460 000 db) fő körzete az ország középső és déli része. Mindenütt elterjedt a baromfitenyésztés (4 millió db). A tengerpart mellett halászat dominál.
A földművelés lehetőségei kedvezőtlenebbek. A gyenge minőségű podzol talajt, csak délen váltja föl jobb minőségű barna erdőtalaj. Az ország területének 27%-a szántó, amelyen főként szálas- és szemestakarmányt (árpa 360 000 t, zab 117 000 t), burgonyát (843 000 t) termesztenek. A kenyérgabonák közül északon rozs (134 000 t), délen búza (395 000 t) terem, de mennyiségük nem elégíti ki a lakosság szükségletét. A korábban híres lentermesztés (10 000 t rost) visszaszorult, a cukorrépa-termesztés (388 000 t) viszont nőtt, de cukorból behozatalra szorul.

#### Ipar
Nyersanyagokban és energiahordozókban szegény. Csupán tőzeg és építőipari nyersanyagokat bányásznak, valamint vízenergia-készletei vannak. Vízerőművekben (főként Daugaván) termelik a villamos áram 75%-át (villamos energia termelése 1997-ben 4 milliárd kWh), de energiaszükségletének felét importálja. Oroszországból kőolajat, Ukrajnából pedig szenet vásárol.
A feldolgozóiparban a gépgyártás és az élelmiszeripar vezet. A gépipar termékei: villany- és dízelmotorok, személyvagonok, városi villamosok, mikrobuszok, mezőgazdasági hűtőgépek, izzólámpák, rádiók, telefonkészülékek stb. A balti államok egyetlen kohászati üzeme nem tudja kielégíteni az acélszükségletet (Liepája, 465 000 t acél, 1997). A könnyűipar textilárut, bőrt, cipőt, faárut, papírt állít elő. Újabban a vegyipar is fejlődik (gyógyszer, műszál, műtrágya). Az élelmiszeripar helyi nyersanyagot dolgoz fel (halkonzerv, tej- és húsipar, cukorgyártás). Az ipar főként a fővárosban összpontosul, jelentősebb iparvárosok még Daugavpils, Liepája, Jelgava és Ventalis.

### Külkereskedelem
Lettország 2022-ben a világ 75. legnagyobb exportőre, és 77. legnagyobb importőre volt. 2022-ben Lettország 22,9 milliárd $ értékben exportált és 28 milliárd $ értékben importált, 5,1 milliárd $ hiánnyal. Az ország külkereskedelme Európa központú.
A lett exporttermékek legjelentősebb területei a faipar, ásványi termékek és a gépipar. A legjelentősebb kiviteli termékek a fűrészelt fa, búza, valamint a földgáz. Lettország legjelentősebb exportországa Litvánia és Észtország, ahova a teljes exportállomány több mint az egynegyede (27,8%) érkezik. 2017 és 2022 között, az export termékek közül a földgáz és a búza kivitele nőtt a legnagyobb mértékben, míg a legnagyobb visszaesést a tömény italok és a gázturbinák szenvedték el. Az exportországok közül 2017 és 2022 között Litvánia és Észtország aránya nőtt a legnagyobbat, míg a legnagyobb visszaesést Üzbegisztán és az Egyesült Arab Emírségek szenvedte el.
A lett importtermékek legjelentősebb területei az ásványi termékek, gépipar és a vegyipar. A legjelentősebb behozatali termékek a földgáz, finomított kőolaj, valamint a villamosenergia. Lettország legjelentősebb importországa Litvánia, ahonnan a teljes importállomány közel egynegyede (22%) érkezik. 2017 és 2022 között, az import termékek közül a földgáz és a villamosenergia behozatala nőtt a legnagyobb mértékben, míg a legnagyobb visszaesést a finomított kőolaj, szén brikett szenvedték el. Az importországok közül 2017 és 2022 között Litvánia és Észtország aránya nőtt a legnagyobbat, míg a legnagyobb visszaesést Oroszország és az Egyesült Királyság szenvedte el.

#### Termékek
Az ország tíz legnagyobb export- és importterméke a következő volt 2022-ben: 
|     | Legnagyobb exporttermékek | Legnagyobb exporttermékek | Legnagyobb importtermékek          | Legnagyobb importtermékek |
| --- | ------------------------- | ------------------------- | ---------------------------------- | ------------------------- |
|     | Termék                    | Arány                     | Termék                             | Arány                     |
| 1.  | Fűrészelt fa              | 5,5%                      | Földgáz                            | 8,8%                      |
| 2.  | Búza                      | 5,3%                      | Finomított kőolaj                  | 5,6%                      |
| 3.  | Földgáz                   | 5,1%                      | Villamosenergia                    | 5,3%                      |
| 4.  | Villamosenergia           | 3,1%                      | Gépjárművek                        | 2,8%                      |
| 5.  | Tűzifa                    | 3,1%                      | Gyógyszerek                        | 2,6%                      |
| 6.  | Műsorszóró berendezések   | 2,8%                      | Műsorszóró berendezések            | 2,5%                      |
| 7.  | Gyógyszerek               | 2,6%                      | Tömény italok                      | 1,5%                      |
| 8.  | Finomított kőolaj         | 2,1%                      | Légi járművek                      | 1,3%                      |
| 9.  | Tömény italok             | 1,7%                      | Gépjármű alkatrészek és tartozékok | 1%                        |
| 10. | Tőzeg                     | 1,4%                      | Műtrágya                           | 1%                        |

#### Országok
A fő országok, amelyekbe Lettország exportált és amelyekből importált termékeket 2022-ben: 
|     | Legnagyobb exportországok | Legnagyobb exportországok                                   | Legnagyobb exportországok | Legnagyobb importországok | Legnagyobb importországok                                                     | Legnagyobb importországok |
| --- | ------------------------- | ----------------------------------------------------------- | ------------------------- | ------------------------- | ----------------------------------------------------------------------------- | ------------------------- |
|     | Ország                    | Termék                                                      | Arány                     | Ország                    | Termék                                                                        | Arány                     |
| 1.  | Litvánia                  | Villamosenergia, tej, műsorszóró berendezések...stb.        | 17,9%                     | Litvánia                  | Földgáz, finomított kőolaj, gyógyszerek...stb.                                | 22%                       |
| 2.  | Észtország                | Földgáz, fűrészelt fa, gépjárművek ...stb.                  | 9,9%                      | Észtország                | Villamosenergia, gépjárművek, földgáz...stb.                                  | 9,9%                      |
| 3.  | Németország               | Sajt, finomított kőolaj, furnérlemezek...stb.               | 6,3%                      | Németország               | Gépjárművek, gyógyászati alapanyagok, irodai gépalkatrészek...stb.            | 8,9%                      |
| 4.  | Oroszország               | Bor, tömény italok, gyógyszerek...stb.                      | 5,5%                      | Lengyelország             | Televíziók és monitorok, gépjármű alkatrészek és tartozékok, műtrágya ...stb. | 8,9%                      |
| 5.  | Svédország                | Fűrészelt fa, tűzifa, cement ...stb.                        | 5,2%                      | Oroszország               | Földgáz, villamosenergia, finomított kőolaj...stb.                            | 6,3%                      |
| 6.  | Egyesült Királyság        | Fűrészelt fa, tűzifa, furnérlemezek...stb.                  | 5,2%                      | Kína                      | Műsorszóró berendezések, műanyag termékek, gumiabroncsok...stb.               | 3,9%                      |
| 7.  | Finnország                | Földgáz, fűrészelt fa, tűzifa...stb.                        | 4,6%                      | Hollandia                 | Gyógyszerek, finomított kőolaj, irodai gépalkatrészek...stb.                  | 3,8%                      |
| 8.  | Dánia                     | Tűzifa, repceolaj, bútorok...stb.                           | 4,2%                      | Finnország                | Finomított kőolaj, gépjárművek, fűrészelt fa...stb.                           | 3,2%                      |
| 9.  | Hollandia                 | Gyógyászati olajok és zsírok, fűrészelt fa, repcemag...stb. | 4,2%                      | Olaszország               | Bor, vermut, tömény italok...stb.                                             | 2,8%                      |
| 10. | Lengyelország             | Műsorszóró berendezések, fűrészelt fa, furnérlemezek...stb. | 3,5%                      | Svédország                | Traktorok, fűrészelt fa, friss halak...stb.                                   | 2,4%                      |

## Közlekedés
Lettország vasút és közúthálózata sűrű.

### Vasúti közlekedés
1997-ben a vasútvonalak hossza 2413 km, amelyből 271 km villamosított. A legnagyobb vasúttársaság a Latvijas Dzelzceļš (LDZ). Az utasszállításon kívül a kereskedelem a legfontosabb. Az Oroszországból érkező vonatok keresztülhaladnak az országon, míg elérnek a lett kikötőkbe, azonban Litvániával ellentétben Lettországban nincs korridorvasút. Riga fontos vasúti csomópont, Moszkvával két expresszvonat köti össze.

### Közúti közlekedés
A közutak hossza 55 950 km, ebből 21 400 km aszfaltozott.

### Légi közlekedés
A legnagyobb légitársaság a balti államok által közösen üzemeltetett AirBaltic, amelynek Észak-, Közép- és Nyugat-Európa a célja. Az AirBaltic 2006-ban 2,5 millió utast szállított.
Az országban 3 nemzetközi repülőtér található Liepajában, Ventspilsben és a fővárostól 13 km-re délnyugatra Ogre mellett a Rigai nemzetközi repülőtér (IATA: RIX, ICAO: EVRA), az ország legnagyobb repülőtere.

### Vízi közlekedés
Tengerparti kikötői közül Ventspils és Liepája egész évben használható (a többi is csak rövid időre fagy be), az ország külkereskedelmének nagy részét, emellett részben az orosz tranzitszállításokat is itt bonyolítják.

## Telekommunikáció
| Hívójel prefix | YL |
| ITU zóna       | 29 |
| CQ zóna        | 15 |

## Kultúra

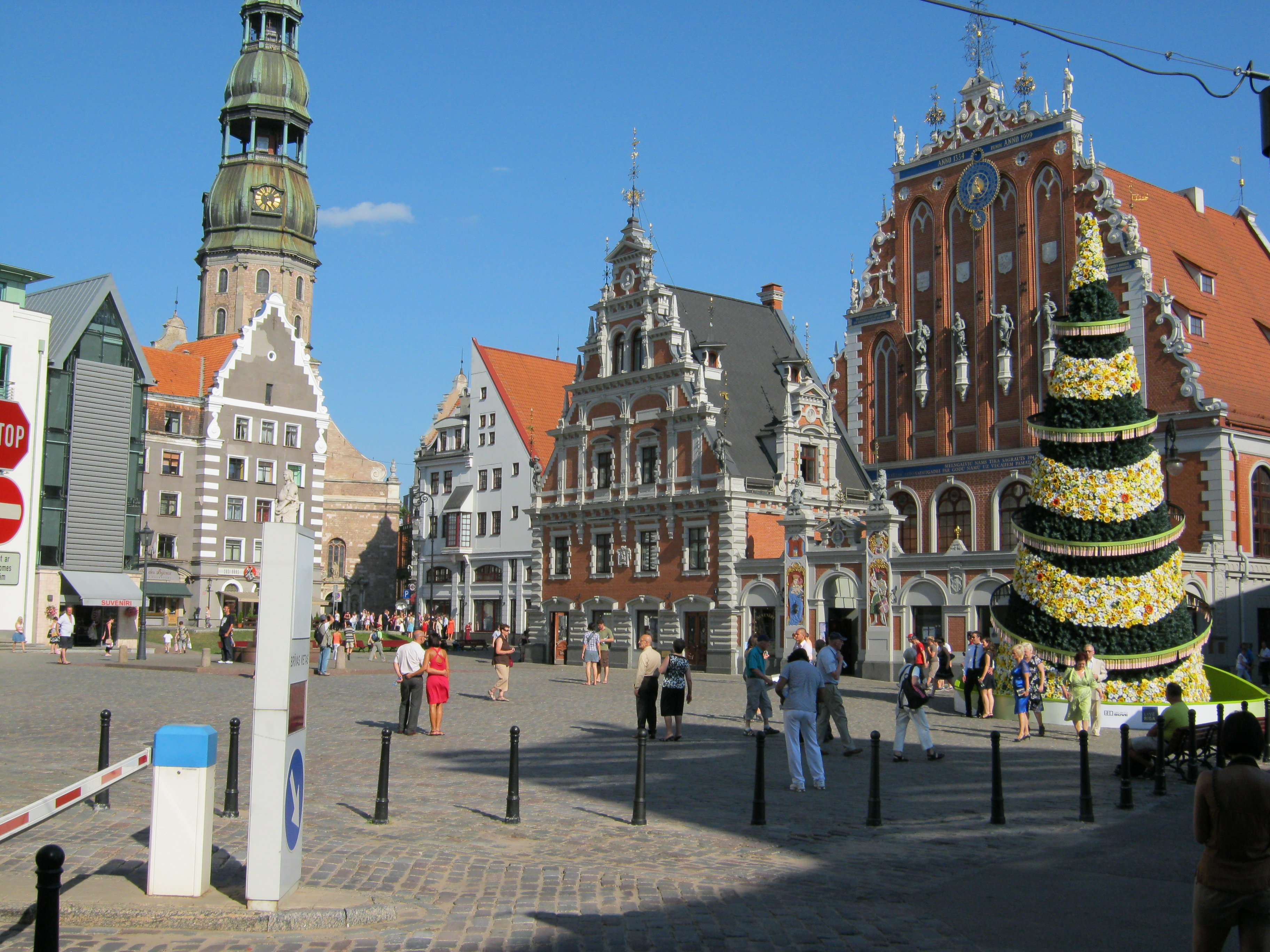
Riga óvárosának egy része

### Oktatási rendszer
2 év előiskola – óvodának felel meg -, de rövidebb időtartamú, és idősebben járnak oda a gyerekek. Ezután 9 év 'általános iskola', amit 3 év középiskola követ.

### Kulturális intézmények
könyvtárak, múzeumok, színházak, zene és tánc intézményei

#### Kulturális világörökség
Az UNESCO a kulturális világörökség részének tekinti:
- Riga történelmi központja;
- Struve földmérő vonal Lettországban megmaradt emlékei Sausneja és Jēkabpils településeken.

### Művészetek

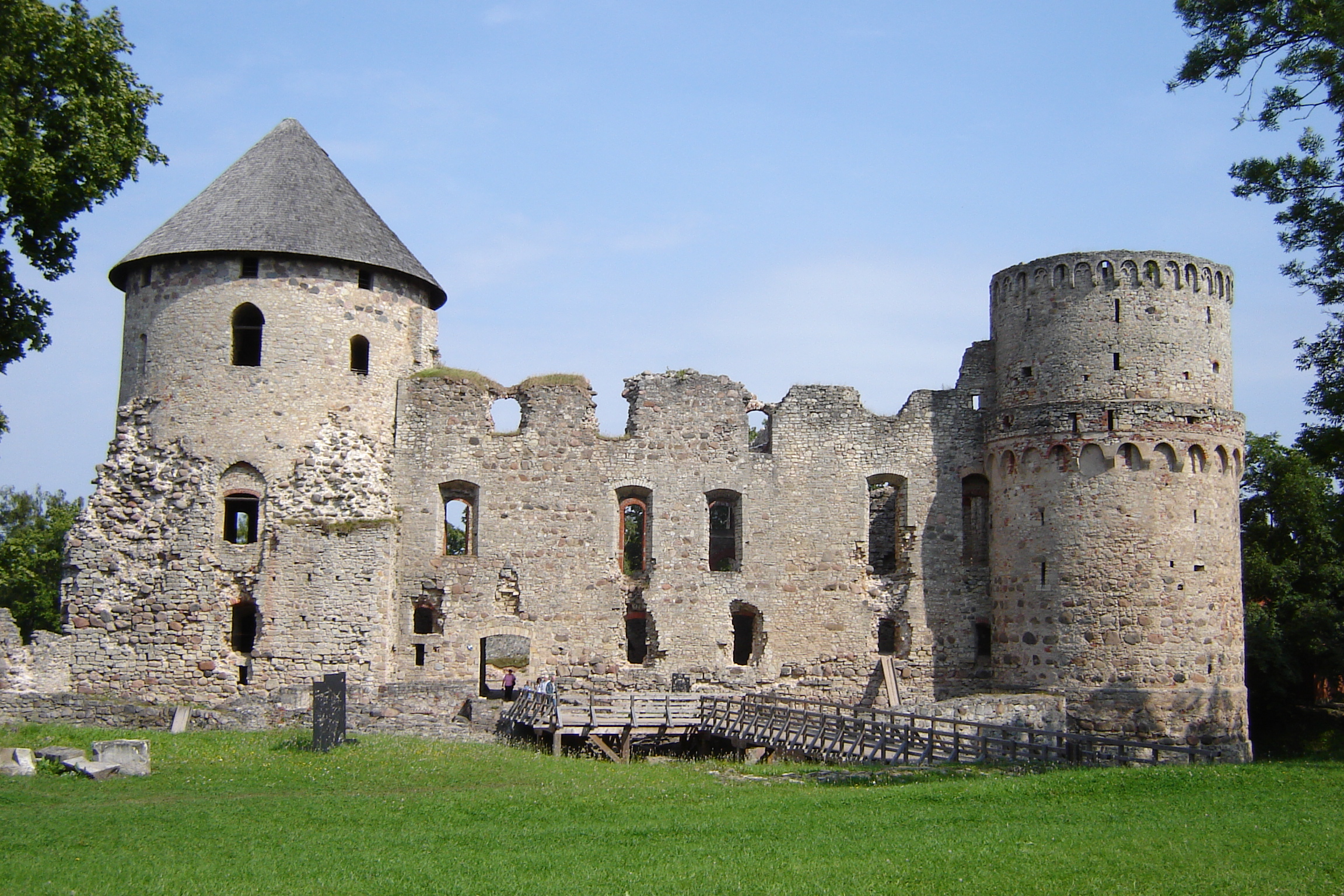
Cēsis várának romja

- Lettország építészete
- Képzőművészetek
- Lett irodalom
- Filmművészet
- Zene

### Hagyományok
Lettországban a helyi szokások szerint a mikulás szentestétől kezdve  12 napon keresztül minden este meglepi ajándékkal a gyerekeket.Az ünnepi menü nagyon sok családnál gyakran :
barna borsó, rétes, káposzta és kolbász.

### Gasztronómia
Lettországban az ételek elkészítésének leggyakoribb módja a füstölés, a füstölt hering, orsóhal, lepényhal és angolna mind-mind nemzeti ételnek számítanak. Nyári különlegességnek számítanak az erdei gyümölcsökből készített ízletes lepények. Az ún. Rigai Feketebalzsam Lettország nemzeti itala, mely nagyon magas alkoholtartalmú, sűrű, fekete. Bizonyos mértékig hasonlít a magyar Unikumhoz. A modern lett konyhára a német konyhától átvett húsos, halas ételek jellemzőek. A lett konyha különlegességeinek kétharmada hideg ételekből áll: céklasalátából, húsos és halas előételekből, tojásokból, sajtokból, túróból és aludttejből.

## Sportélete
A lett nemzeti sport a jéghoki. Ezenkívül még a kosárlabda és a labdarúgás is kedvelt. A 2004-es labdarúgó-Európa-bajnokságra kijutottak, de a csoportkörben két ponttal búcsúztak.
Ernests Gulbis sikeres lett teniszező képviseli hazáját a különböző nemzetközi versenyeken.

## Ünnepek
| Dátum                         | Magyar név                   | Lett név          | Megjegyzés |
| ----------------------------- | ---------------------------- | ----------------- | --- |
| Január 1.                     | Újév                         | Jaunais Gads      | – |
| Húsvét előtti péntek          | Nagypéntek                   | Liela Piektdiena  | változó dátum |
| Március/Április               | Húsvét vasárnap              | Lieldienas        | változó dátum |
| Húsvét vasárnapját követő nap | Húsvét hétfő                 | 2. Lieldienas     | változó dátum |
| Május 1.                      | Munka ünnepe                 | Darba svetki      | Az 1920-as alkotmányozó nemzetgyűlés összehívásának napja szintén május elsejére esett, ezért ugyanezen a napon ünneplik. |
| Június 23.                    | Szent Iván-éj                | Ligo Diena        | – |
| Június 24.                    | Nyárközép (Szent Iván napja) | Jani              | – |
| November 18.                  | A függetlenség napja         | Neatkaribas diena | Az 1918-as függetlenség kikiáltásának napja                                                                               |
| December 25.                  | Karácsony                    | Ziemassvetki      | – |
| December 26.                  | Karácsony                    | 2. Ziemassvetki   | – |
| December 31.                  | Szilveszter                  | Vecais Gads       | – |